# تمغا

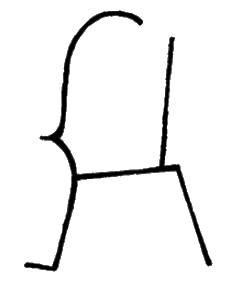
تمغای خاندان آشینا از خاقانات گوک‌ترک، یکی از قدیمی‌ترین تمغاها

تَمغا یا تَمقا (به ترکی باستان: 𐱃𐰢𐰍𐰀، به ترکی استانبولی: damga، به مغولی: tamga، به آدیغی: тамыгъэ، به کاباردی: дамыгъэ) مهر یا نشانی انتزاعی بود که توسط عشایر اوراسیا و مردمان متأثر از آنها، در ابتدا به عنوان علامت تجاری دام استفاده می‌شد. تمغا به عنوان علامت تجاری دام برای یک قوم، قبیله یا خانواده خاص استفاده می‌شد و در میان عشایر استپ اوراسیا در سراسر دوران باستان و قرون وسطی رایج بودند. از آنجایی که تمغاها شناسه‌های قبیله‌ای و خانوادگی بودند، جمع‌آوری و مقایسه سیستماتیک آنها برای ارائهٔ بینش‌هایی در مورد روابط بین خاندان‌ها، افراد و گروه‌های قومی در قلمرو استپی حائز اهمیت است.

## واژه‌شناسی
واژهٔ تَمغا از زبان ترکی اویغوری به زبان مغولی راه یافته ولی معمولاً از آن به عنوان واژه‌ای ترکی-مغولی یاد می‌شود. کاوه فرخ معتقد است که اصل این واژه در پارسی «تمگا» بوده که وارد زبان‌های ترکی و مغولی شده و سپس دوباره به شکل تمغا وارد پارسی شده است. در متون اسلامی، این واژه به صورت اَلْتَمغا، تَمغاء آل، آل تَمغا، آل طَمغیٰ و در یک مورد تَمقا (در تذکرةالملوک) ثبت شده است.
آل تمغا از دو جزء آل به معنای «سرخ» و تمغا به معنی «مهر» و «نشان» تشکیل شده و روی هم به معنای مهر سرخ‌رنگ بوده است. آل تمغا اصطلاحی دیوانی بوده که با تصرف ایران و ممالک همجوار به دست مغول‌ها، به زبان فارسی راه یافت. این واژه در ایران دوران ایلخانان، چوپانیان، جلایریان، تیموریان و پساتیموریان رایج بوده است؛ اما رفته‌رفته از رونق افتاد و در روزگار صفویه، دیگر به عنوان یک اصطلاح دیوانی استفاده نمی‌شده است و ظاهراً نام پارسی «نشان» جای آن را می‌گیرد.

## استفاده
تمغا مهر و نشانی بوده که با مرکب سرخ یا شنگرف بر اسناد، نامه‌ها و فرمان‌ها زده می‌شده است. تمغاها در طول دوران باستان و سده‌های میانه در بین عشایر اوراسیا ازجمله آلان‌ها، سرمتی‌ها، سکاها، مغول‌ها و ترک‌ها رایج بوده‌اند. گاهی نمادهایی مشابه تمغا توسط مردمان مجاور سبزدشت پونتی‌خزری در اروپای شرقی و آسیای مرکزی استفاده می‌شده است.

### تمغاهای قبایل اوغوز
هر یک از ۲۱ قبیله ترک‌های اغوز تمغای ویژه خود را داشتند. طرح بازسازی شده آنها به‌صورت زیر است:

آق‌اولی
آلایونتلو
افشار
بیات
بایندر
بیگدلی
بوگدوز
چاوولدور
چپنی
دودورغا
دوگر
ایمور
ایغدیر
قره‌اولی
قایی
قینیق
پچنک
سالور
یازیر
ییوا
یورگیر